# Cork United
Cork United war ein irischer Fußballverein aus Cork.

## Geschichte
Am 30. Januar 1940 wurde der Verein Cork City aus der erstklassigen League of Ireland ausgeschlossen. Der Verein wollte nach einem Spiel gegen den Ligarivalen Shelbourne FC dem Gegner nicht den ihm zustehenden Anteil an den verkauften Eintrittskarten ausbezahlen. Cork City wurde daraufhin zu einer Geldstrafe in Höhe von zehn Pfund verurteilt und verweigerte die Zahlung, was zum Ausschluss führte. Sieben Tage später wurde mit Cork United ein neuer Verein gegründet, der prompt den Platz in der Liga übernahm und die Saison 1939/40 zu Ende spielte. In den Jahren 1940/41, 1941/42, 1942/43, 1944/45 und 1946 sicherte sich Cork United jeweils die Meisterschaft. Der erste Titel wurde unter kuriosen Umständen gewonnen. United und der Waterford FC beendeten die Saison punktgleich, so dass ein Entscheidungsspiel angesetzt wurde.
Allerdings wurden bei Waterford sieben Spieler suspendiert, da sie auf die Auszahlung ihrer vereinbarten Prämie beharrten, auch wenn die Mannschaft das Entscheidungsspiel verlieren sollte. Cork United bot dem Gegner noch an, die Prämien zu bezahlen. Jedoch verzichtete Waterford auf die Austragung des Entscheidungsspiels, so dass Cork United zum Meister erklärt wurde. Nach der letzten Meisterschaft in der Saison 1945/46 rutschte der Verein immer weiter in der Tabelle herab. Aus finanziellen Gründen musste der Verein Jahr für Jahr seine Leistungsträger abgeben, während die Zuschauerzahlen stetig rückläufig waren. Ein überraschender Heimsieg gegen die Shamrock Rovers im Oktober 1948 war das letzte Heimspiel des Vereins, der kurz danach auf einer außerordentlichen Generalversammlung aufgelöst wurde. Cork United habe in jeder Saison Verluste gemacht, zuletzt 120 Pfund pro Woche.
Cork United gewann zweimal den FAI Cup und stand zwei weitere Male im Finale. Kurioserweise konnte der Verein beide Pokalsiege erst im Wiederholungsspiel erringen. 1941 endete das erste Pokalfinale gegen den Waterford FC mit 2:2, bevor Cork United das Wiederholungsspiel mit 3:1 gewann. 1947 heiß der Gegner Bohemians Dublin. Nach einem 2:2 konnte United das Wiederholungsspiel mit 2:0 für sich entscheiden. In den Jahren 1942 und 1943 verlor United die Pokalendspiele gegen den Dundalk FC bzw. Drumcondra FC. Als Nachfolger wurde der Verein Cork Athletic gegründet. Zwischen 1979 und 1982 nahm der Verein Albert Rovers vorübergehend den Namen Cork United an.

## Erfolge
- Irischer Meister: 1941, 1942, 1943, 1945, 1946
- Irischer Pokalsieger: 1941, 1947
- Irischer Pokalfinalist: 1942, 1943
- League of Ireland Shield: 1943, 1948

## Stadion
Der Verein trug seine Heimspiele im Stadion The Mardyke aus.